# Penthièvre
Il Penthièvre è una regione storico-geografica della Bretagna, in Francia: i suoi centri principali erano Guingamp e Lamballe, che ne costituirono alternativamente i capoluoghi. Il suo territorio corrisponde grossomodo a quello dell'attuale diocesi di Saint-Brieuc.

## Storia
La contea di Penthièvre fu eretta nel 1034 per Oddone, secondogenito del duca di Bretagna Goffredo I, e tornò a far parte del ducato nel 1235: ne venne nuovamente staccata nel 1317 e fu feudo della famiglia Châtillon-Blois (dal 1337), della casa di Brosse (dal 1437) e nel 1564 di quella di Lussemburgo, per la quale venne eretta in ducato-parìa (1569).
Nel 1669 il ducato di Penthièvre fu smembrato; fu ricostituito nel 1697 in favore del figlio naturale di Luigi XIV e della marchesa di Montespan, il conte di Tolosa Luigi Alessandro, che la trasmise a suo figlio Luigi Giovanni Maria.
Nel 1769 passò per matrimonio agli Orléans.